# Christina Meier
Christina Meier, née le 20 février 1966 à Rottach-Egern, est une ancienne skieuse alpine allemande.

## Coupe du monde
- Meilleur résultat au classement général : 22e en 1988
  - 2 victoires : 2 géants

### Saison par saison
- Coupe du monde 1987 :
  - Classement général : 33e
- Coupe du monde 1988 :
  - Classement général : 22e
    - 1 victoire en géant : Aspen
- Coupe du monde 1989 :
  - Classement général : 29e
- Coupe du monde 1990 :
  - Classement général : 41e
- Coupe du monde 1991 :
  - Classement général : 60e
- Coupe du monde 1992 :
  - Classement général : 49e
- Coupe du monde 1993 :
  - Classement général : 29e
    - 1 victoire en géant : Hafjell
- Coupe du monde 1994 :
  - Classement général : 29e
- Coupe du monde 1995 :
  - Classement général : 55e